# Романівка (Володимирський район)
Рома́нівка — село в Україні, в Іваничівській селищній громаді Володимирського району Волинської області. Населення становить 76 осіб.

## Історія
У 1906 році колонія Порицької волості Володимир-Волинського повіту Волинської губернії. Відстань від повітового міста 28 верст, від волості 10. Дворів 21, мешканців 135.
Після ліквідації Іваничівського району 19 липня 2020 року село увійшло до Володимир-Волинського району.

## Населення
Згідно з переписом УРСР 1989 року чисельність наявного населення села становила 81 особа, з яких 28 чоловіків та 53 жінки.
За переписом населення України 2001 року в селі мешкало 75 осіб.

### Мова
Розподіл населення за рідною мовою за даними перепису 2001 року:
| Мова       | Кількість | Відсоток |
| ---------- | --------- | -------- |
| українська | 74        | 97.37%   |
| російська  | 2         | 2.63%    |
| Усього     | 76        | 100%     |